# Marijan Bašić
Marijan Bašić (* 6. August 1986 in Split, Jugoslawien) ist ein kroatischer Handballspieler. Er wird überwiegend auf der Position Rückraum eingesetzt.

## Leben
Der 1,88 Meter große Rechtshänder spielte drei Jahre beim slowenischen Erstligisten RD Ribnica und wechselte von dort im Februar 2013 zum deutschen Zweitligisten TuS Ferndorf. Zuvor war er auch für den Verein Croatia Split aktiv. Im September unterschrieb Marijan Bašić einen Vertrag mit dem Stralsunder HV, mit dem er den Aufstieg in die 3. Liga schaffte. Im Februar 2015 schloss er sich dem Zweitligisten TSV Bayer Dormagen an, mit dem er den Klassenerhalt in der 2. Handball-Bundesliga schaffte.; zur Saison 2015/16 verlängerte Bašić seinen Vertrag beim TSV Bayer Dormagen für ein Jahr. Im November 2015 gab der Verein die sofortige Trennung von Marijan Bašić, der um vorzeitige Vertragsauflösung gebeten hatte, bekannt. Marijan Bašić wurde sofort vom ebenfalls in der 2. Bundesliga spielenden TuS Ferndorf unter Vertrag genommen. Im Sommer 2016 schloss er sich dem ART Düsseldorf an. Im Dezember 2016 wechselte er zum Neusser HV. Zur Saison 2017/18 kehrte er zum TuS Ferndorf zurück. Mit Ferndorf schaffte er den Aufstieg in die 2. Handball-Bundesliga und in den beiden darauffolgenden Saisons den Klassenerhalt. Ab 2020 stand er bei der HSG Krefeld unter Vertrag. Aktuell spielt er bei den HBD Löwen Oberberg in der Oberliga Mittelrhein.
Marijan Bašić ist studierter Ingenieur für Maschinenbau.